# Cilantica agasthyaensis
Espèce
Cilantica agasthyaensis est une espèce d'araignées mygalomorphes de la famille des Theraphosidae.

## Distribution
Cette espèce est endémique du Kerala en Inde,. Elle se rencontre vers Bonacaud et Ponmudi.

## Description
La carapace de la femelle holotype mesure 13,4 mm de long sur 11,1 mm et l'abdomen 12,8 mm de long sur 9,3 mm.

## Systématique et taxinomie
Cette espèce a été décrite par Mirza en 2024.

## Étymologie
Son nom d'espèce, composé de agasthy[amalai] et du suffixe latin -ensis, « qui vit dans, qui habite », lui a été donné en référence au lieu de sa découverte, les Agasthyamalai Hills.

## Publication originale
- Mirza, 2024 : « Systematics of the Western Ghats endemic tarantula subfamily Thrigmopoeinae with the description of a new genus and four new species. » Travaux du Muséum National d'Histoire Naturelle Grigore Antipa, vol. 67, no 2, p. 183-234.